# Dizygostemon
Dizygostemon es un género con tres especies de plantas de flores perteneciente a la familia Scrophulariaceae. 

## Especies seleccionadas
- Dizygostemon angustifolium
- Dizygostemon floribundum
- Dizygostemon floribundus

- Datos: Q8561284
- Especies: Dizygostemon